# Heinrich Karl Rosenstiel
Heinrich Karl Rosenstiel, auch Henry Charles Rosenstiel (* 28. Oktober 1751 in Mietesheim im Elsass; † 4. Februar 1826 in Paris) war französischer Gesandter, Ritter der Ehrenlegion und Mitglied des Konsistorium der evangelischen Gemeinde in Paris. Als Überlebender des sog. Rastatter Gesandtenmordes erlangte er zeitgenössische Berühmtheit.

## Leben
Er erhielt seine erste Ausbildung gemeinsam mit seinem jüngeren Bruder Friedrich Philipp zunächst bei seinem Vater, dann auf dem Gymnasium in Buchsweiler. Hierauf studierte er, ebenfalls mit seinem Bruder, in Straßburg Rechtswissenschaft.:232 Dort pflegte er Umgang mit Goethe, Jung-Stilling, Herder, Lenz und Johann Lorenz Blessig, in dessen Elternhaus er wohnte.:234 Er heiratete Louise Weyland, die Schwester Friedrich Leopold Weylands, einem Studienfreund Goethes.:241

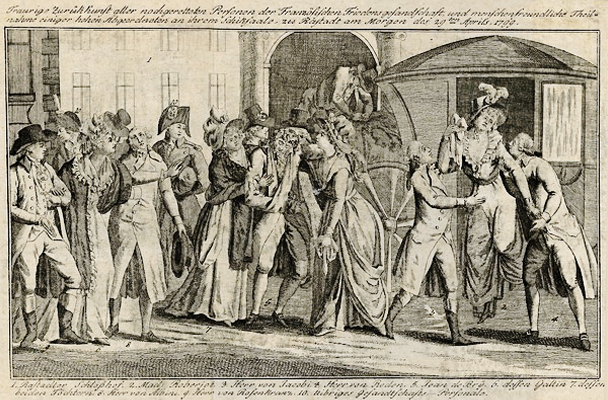
Stich: Rückkehr der Überlebenden des Gesandtenmordes zu Rastatt

Nach der Promotion kehrte er als Rechtsanwalt nach Buchsweiler zurück, um 1776 eine, ursprünglich seinem Bruder angebotene, Stelle als „Secretaire interprète“ anzunehmen. 1795 wurde er als Konsul („Consul de la république francaise pour la Baltique“) nach Elbing gesandt.:236 Seit 1797 befand er sich als französischer Gesandtschaftssekretär zu Verhandlungen in Rastatt. Nach dem Scheitern des Kongresses entfernten sich die französischen Gesandten am 28. April 1799, unter ihnen Rosenstiel, und gerieten kurz hinter Rastatt in einen Hinterhalt, möglicherweise österreichischer Husaren. Die Gesandten Bonnier und Roberjot wurden ermordet. Rosenstiel entkam zu Fuß durch Sümpfe und flüchtete sich in die preußische Gesandtschaft, wo er, insbesondere durch seinen langjährigen Freund Dohm, Schutz und Pflege erhielt. Seine Unterlagen wurden geplündert.:239
„In seinem 73. Jahr“ wurde er Ritter der Ehrenlegion:243. Bis zu seinem Tod lebte er in Paris, wo er in einem bis heute (2012) bestehenden Grab auf dem Friedhof Père-Lachaise bestattet wurde.